# William Raines
Le Dr William Raines est un personnage de la série télévisée Le Caméléon créée par Steven Long Mitchell et Craig Van Sickle, il est incarné par Richard Marcus. 

## Biographie fictive
Il est d'abord médecin-psychiatre puis responsable de la sécurité du Centre secondant M. Parker dans sa tâche d'administration du Centre. Ce qui fait de lui le numéro deux du Centre. Son vrai nom est Abel Parker et est le frère de M. Parker, ce dernier ne pouvant pas avoir d'enfant, Raines est le père biologique de Mlle Parker et de M. Lyle. Il est aussi connu sous le nom de docteur Willy, son nom apparaît dans l'épisode 18 de la saison 1 lorsque Sydney se rend à la convention des jumeaux. 
Il souffre d'insuffisance respiratoire chronique depuis l'incendie de l'été 1982 dans les sous-sols SL-27, ce qui l'oblige à transporter en permanence avec lui une bouteille d'oxygène montée sur roulettes. On l'entend donc arriver et respirer.
Il est marié à Edna, qui ne partage pas ses idées sur ses travaux (particulièrement sur le projet Caméléon). Leur fille, Annie, a été enlevée puis assassinée.
Lors d'un épisode on apprend que lui et Edna ont une fille qui s'est fait enlever et tuer par un dangereux psychopathe, parce que Jarod a refusé d'entrer dans son esprit. Il se rachète quelques années plus tard lorsque ce même psychopathe commet un nouveau kidnapping. Il finit alors par l'arrêter et retrouver le corps de la fille de Raines, ce sera la première et unique fois où Raines sera vu en larmes. 